# Людина-диявол (фільм)
«Людина-диявол» (Debiruman) — японський супергеройський фільм 2004 року режисера Хіроюкі Насу. Він заснований на однойменній серії манги.

## Про фільм
Демони, ув'язнені у льодовиках Землі, прокинулися через довгі століття; і лише одна людина здатна перегородити їм шлях. Людина, що має сили диявола. Розмірене життя Акіри раптово перетворилося на жахіття.
Спочатку його батьки зникли у льодах Антарктиди, потім загинули домашні кролики. І, врешті, його друг виявив страшні факти, які доводять, що життя Акіри вже ніколи не стане колишнім. Загиблий батько товариша, відомий археолог, залишив по собі темний артефакт, який може лише заподіяти нові страждання людському світу.
Але Рійо виявляє — в той же час ця спадщина таїть ключ до порятунку людства від кровожерливих демонів. Тому він вирішує створити рятівника. Але внаслідок цього він породжує найсильнішого серед тих, хто живе.

## Знімались
| Актор           | Роль     |
| --------------- | -------- |
| Хісато Ізакі    | Акіра    |
| Юсуке Ізакі     | Рійо     |
| Аяна Сакаї      | Мікі     |
| Рюдо Узакі      | Кейсуке  |
| Йоко Акі        | Емі      |
| Хіротаро Хонда  | Асука    |
| Ай Томінага     | Серен    |
| Шота Сометані   | Сусуму   |
| Боб Сапп        | Моррісон |
| Масакі Нішіна   | Масао    |
| Масаюкі Імаї    | Нумата   |
| Масакацу Фунакі | Цзінмень |